# Шпайер
Шпайер (на немски: Speyer) е град в югозападната част на Германия федералната провинция Рейнланд-Пфалц. Той е разположен между градовете Франкфурт и Карлсруе, близо до Манхайм и Хайделберг. Днес той е известен с богатата си история и своята катедрала, която е най-голямата запазена църква на света, построена в епохата на романското изкуство и е включена в Списъка на световното културно наследство на ЮНЕСКО.

## География
Шпайер е разположен в Горнорейнската долина на река Рейн в югозападната част на Германия, провинция Рейнланд-Пфалц. Част от Метрополен регион Рейн-Некар. Население около 55 000 жители (2006). Той е център на диоцеза Шпайер.

## История
Като селище в региона с права на град още от римската античност, Шпайер понякога е споменаван като „най-богатият на история град в Пфалц“ благодарение на мястото, което е заемал през средновековието като столица на Свещената римска империя. През 1689 г. градът е разрушен от войските на Луи XIV, след което никога не възвръща предишната си значимост. Днес той е средно голям град, забележителен със старинния си облик и особено с катедралата си, най-голямата от запазените катедрали от романския период.

## Личности, родени в Шпайер
- Анзелм Фойербах (1829 – 1880), германски художник (Anselm Feuerbach)
- Ханс Пурман (1890 – 1966), германски художник (Hans Purrmann)

## Побратимени градове
- Курск (Русия)
- Сполдинг, графство Линкълншър (Великобритания)
- Шартър (Франция)
- Равена (Италия)
- Гнезно (Полша)
- Явне (Израел)
- Каренгера/Дистрикт Импала (Руанда)